# Fred Kiprop Kiptum
Fred Kiprop Kiptum (* 3. Juni 1974) ist ein ehemaliger kenianischer Marathonläufer.
1999 siegte er beim Amsterdam-Marathon in seiner persönlichen Bestzeit von 2:06:47.
Des Weiteren wurde er 1997 Zweiter und 2000 Fünfter beim Chicago-Marathon, 2001 Dritter beim Paris-Marathon, 2002 Dritter beim Boston-Marathon sowie 2004 Dritter und 2006 Fünfter beim Hamburg-Marathon.
Er ist ein jüngerer Bruder des Marathonläufers Michael Kapkiayi.